# Bojati
Bojati (cyr. Бојати) – wieś w Czarnogórze, w gminie Plužine. W 2011 roku liczyła 12 mieszkańców.